# Villa Myrdal

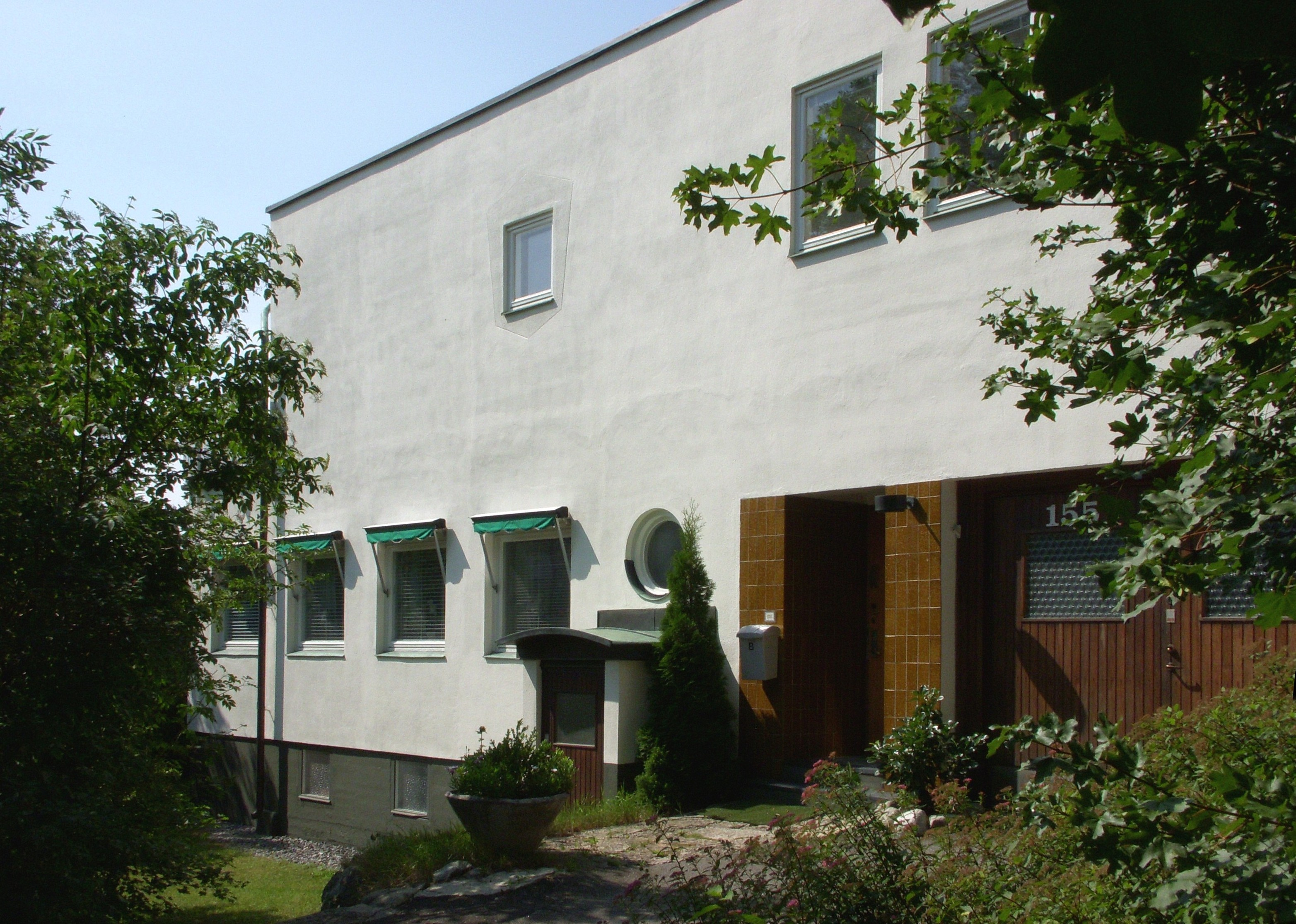
Villa Myrdal entrésidan 2010

Villa Myrdal var makarna Alva och Gunnar Myrdals hem i Stora mossen, Nyängsvägen 155, i Bromma, Stockholm. Huset ritades 1937 av arkitekt Sven Markelius i dennes typiska funktionalistiska stil.

## Beskrivning

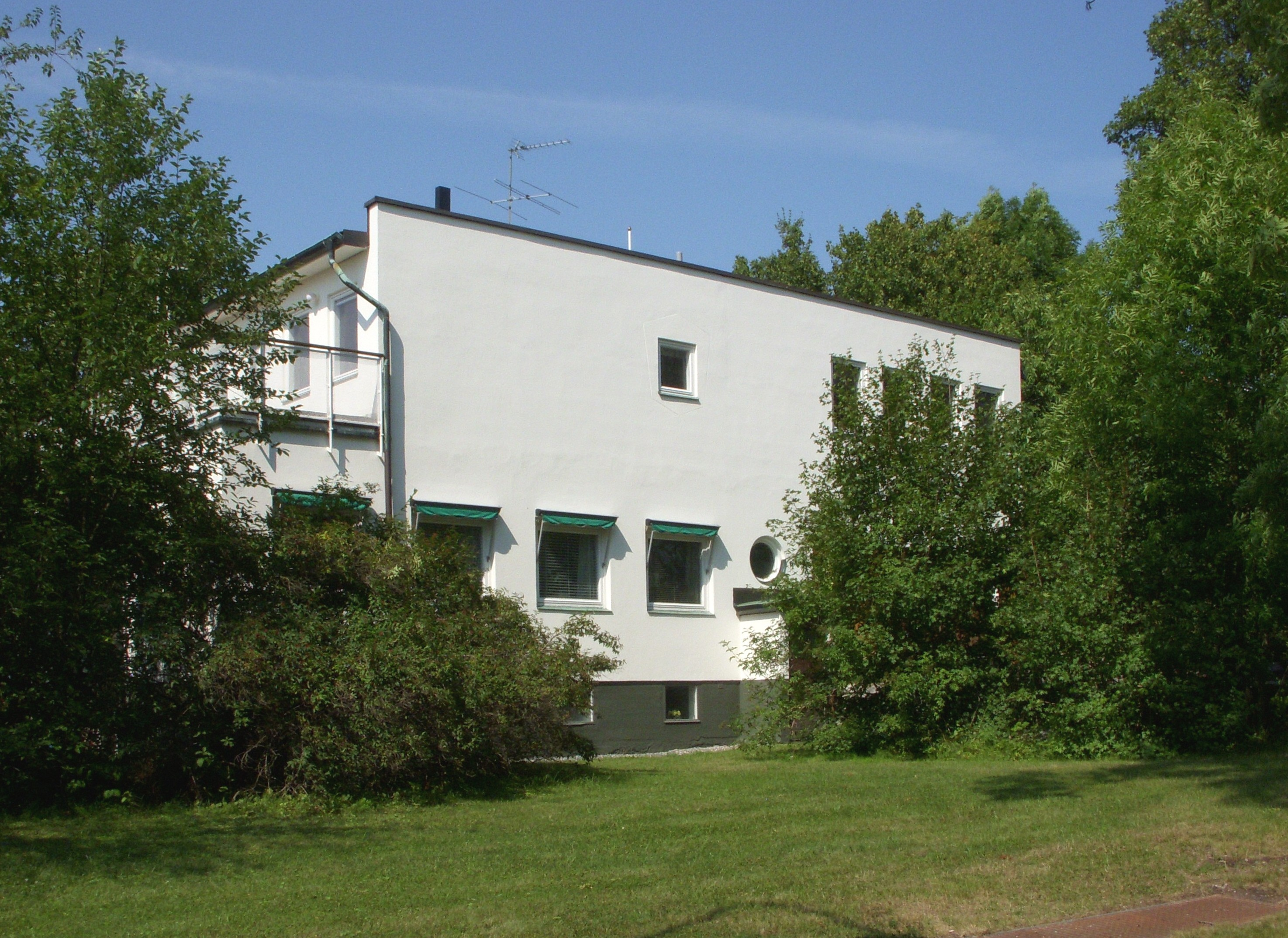
Villa Myrdal, 2010

År 1937 ritade Sven Markelius Villa Myrdal till sina goda vänner Alva och Gunnar Myrdal. Alva Myrdal deltog aktivt i planeringen av byggnaden som består av två plan.  I bottenvåningen finns vardagsrum, matrum, kök, rum för barn (med klottertavla på väggen), rum för barnflicka och jungfru samt ett antal förråd och ett garage. I övervåningen ligger ett gemensamt arbetsrum, föräldrarnas sovrum med angränsande bad samt en stor takterrass. Föräldrasovrummet gick att dela av med en skjutvägg mellan sängarna, vilket dåtida presskommentarer tyckte var anmärkningsvärt.
En speciell, oplanerad akustiskt effekt uppstod mellan våningarna. Enligt sonen Jan Myrdal kunde han höra föräldrarnas samtal som fördes i deras arbetsrum på övervåningen, medan han befann sig på undre planet. ”… Akustiken var så märklig att om jag ställde mig precis vid väggen, där hallen gick över i allrummet hördes varje viskning där uppifrån som om de hade stått alldeles bakom mitt öra…”.
De vitmålade fasaderna domineras av två murade skorstenar och ett glasat och med träpanel klädd burspråk. Takterrassen omges av ett långt relingsliknande räcke som gör att det liknar ett fartygsdäck. Där lekte barnen upptäcktsresande. Mot grannfastigheten fanns 1937 inga staket och grannbarnen var välkomna att leka i den stora trädgården.

## Historiska bilder

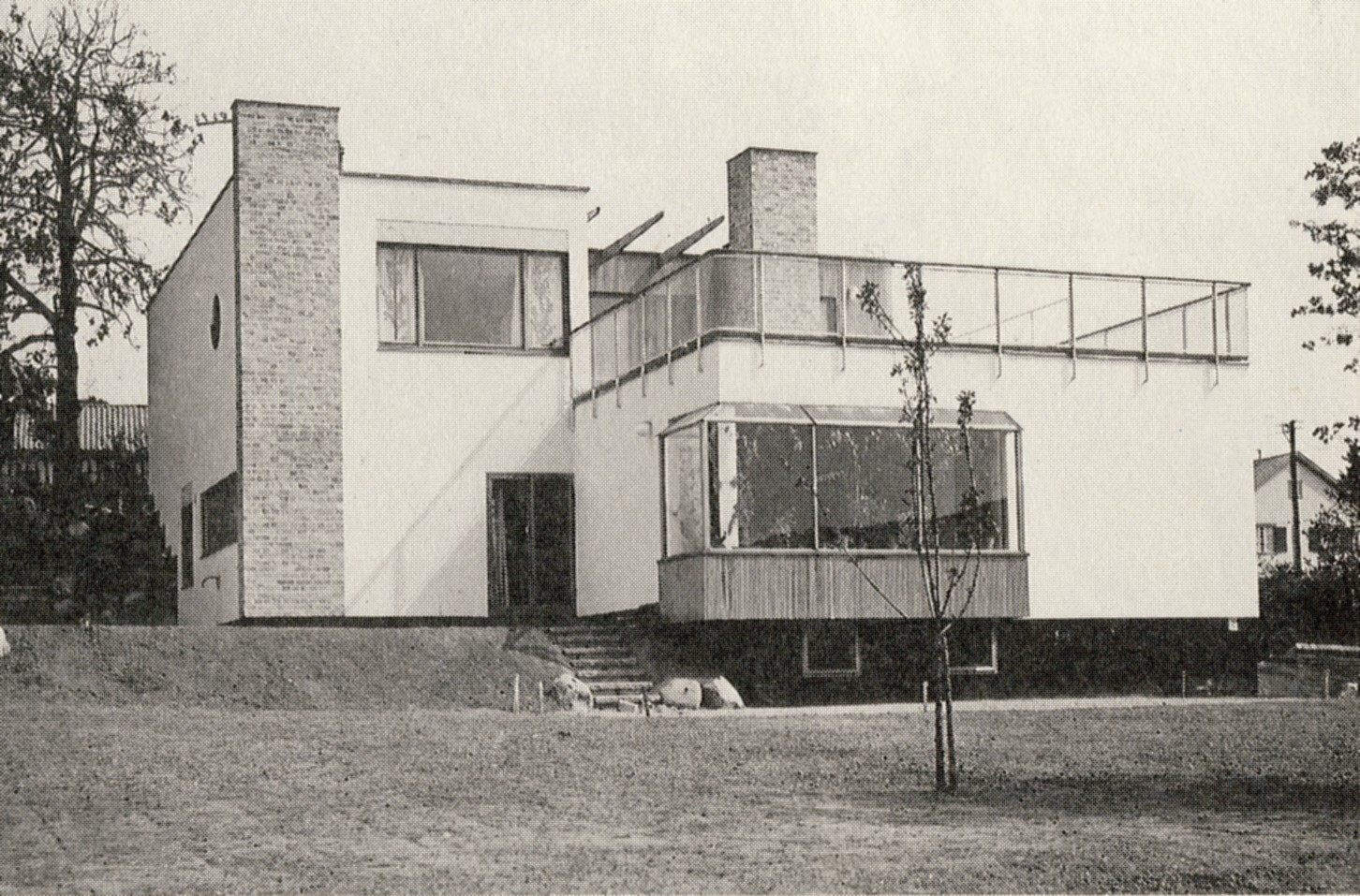
Trädgårdssidan 1937
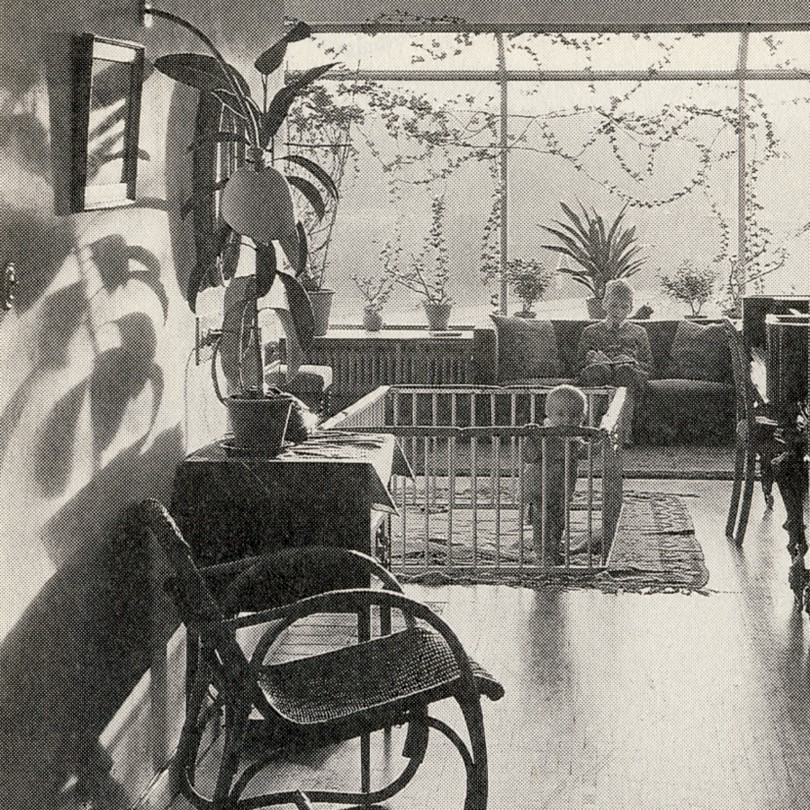
Vardagsrummet 1937
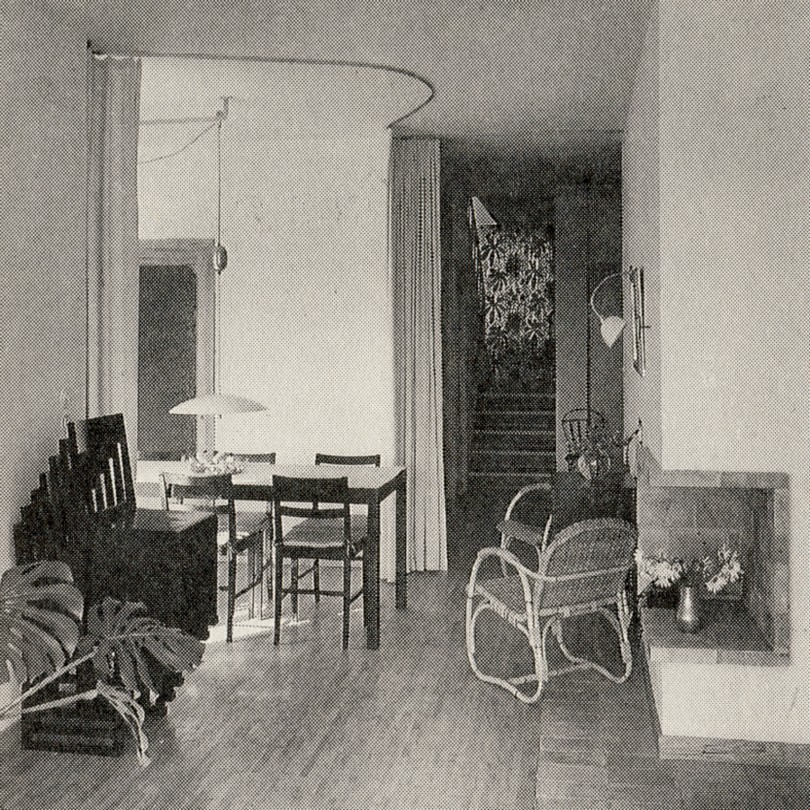
Vardagsrummet 1937
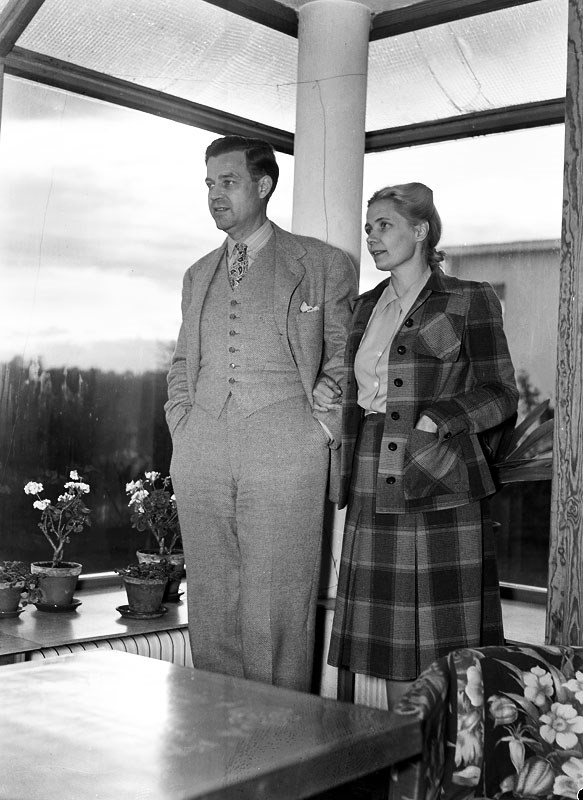
Alva och Gunnar Myrdal i sitt hem i Äppelviken 1942
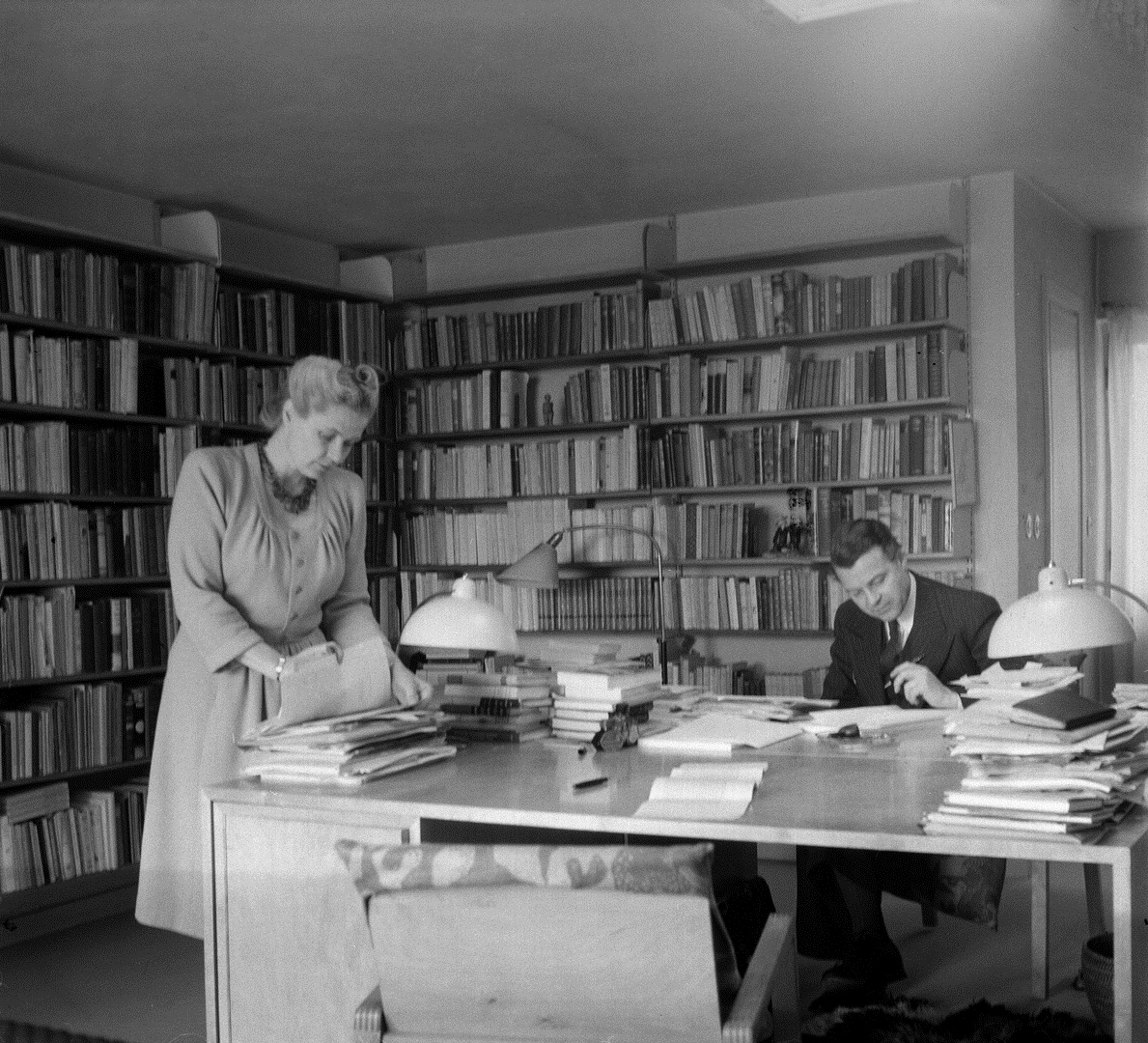
Arbetsrummet 1945
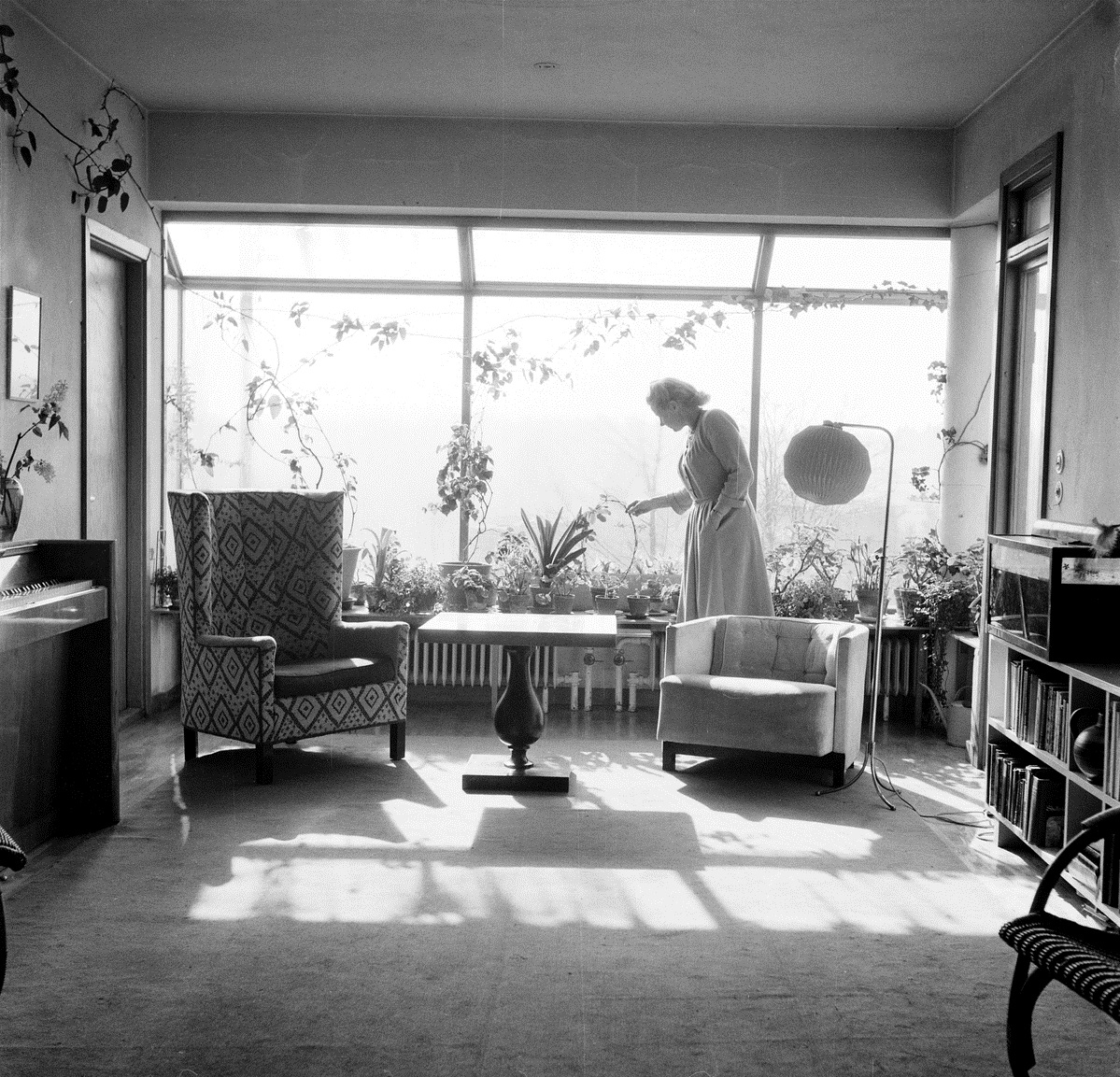
Alva Myrdal vid fönstret i vardagsrummet 1945
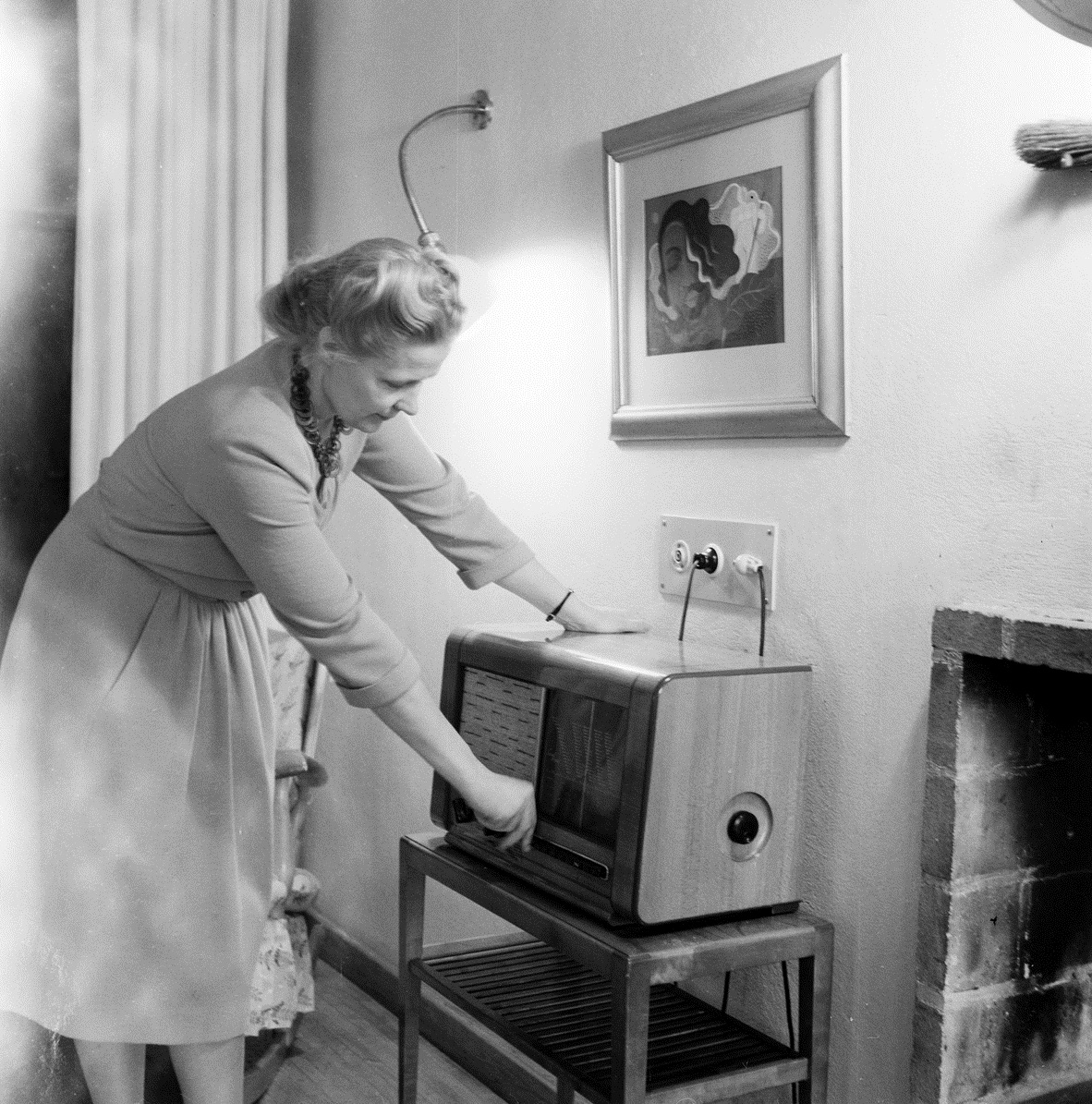
Alva Myrdal i sitt hem 1945
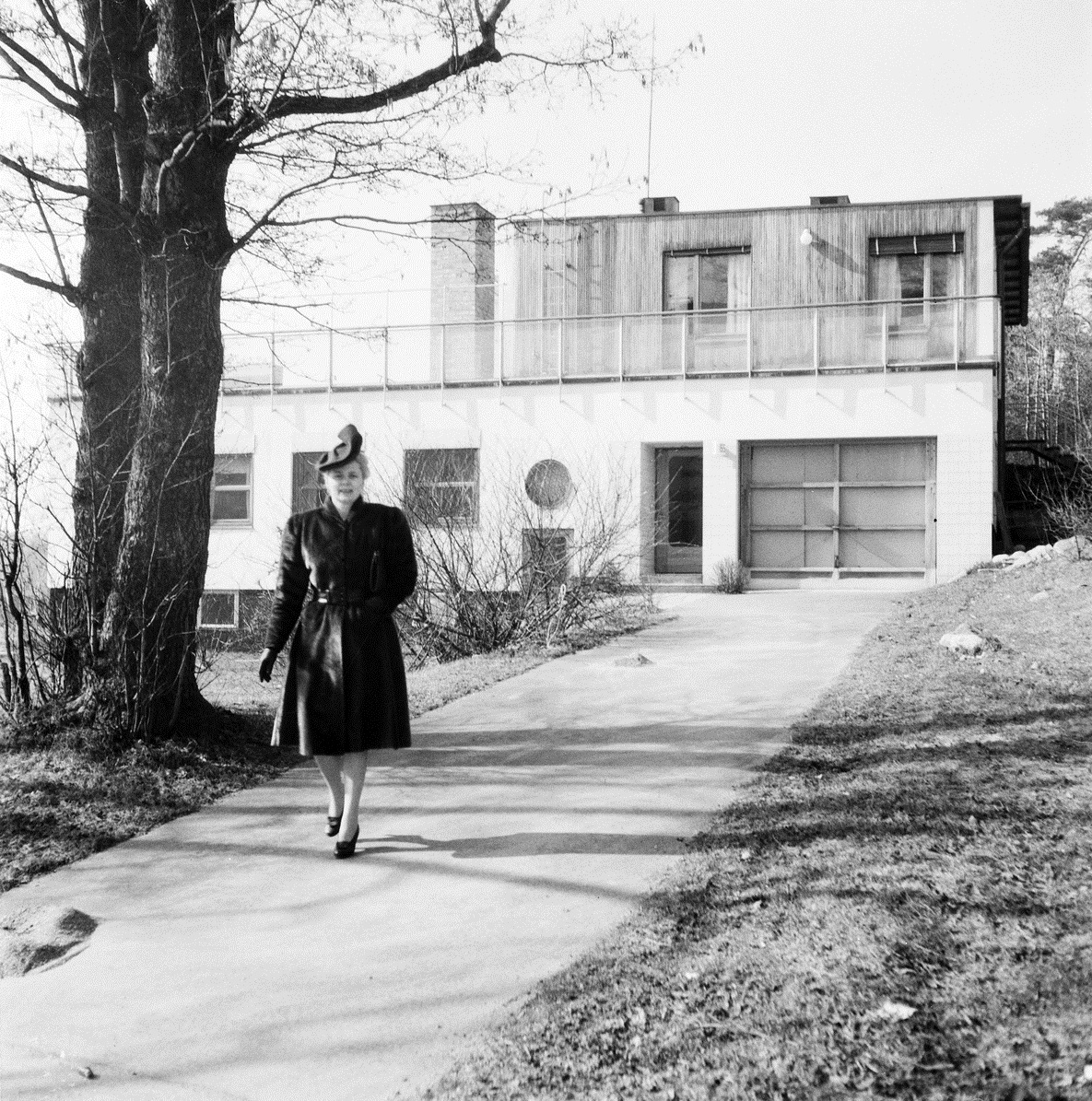
Alva Myrdal utanför villan 1945

## Övrig litteratur
- Erik Ahlsén (1941). Villa Myrdal, Bromma
- Per Wisselgren (2006). Kollektivhuset och Villa Myrdal : om samhällsvetenskapens rum i folkhemmet